# Parlamentswahl in San Marino 1951
Die Parlamentswahl in San Marino 1951 fand am 16. September 1951 statt. Dies war nach dem Zweiten Weltkrieg die erste Parlamentswahl, in der die Parteien San Marinos ohne gemeinsame Listen antraten. Die PDCS konnte erfolgreich an den Erfolg der Partito Popolare Sammarinese 1920 anknüpfen.
| KoalitionenInsgesamt 60 Sitze - CdL: 31 - APS: 29 | ParteienInsgesamt 60 Sitze - PCS: 18 - PSS: 13 - APIL: 3 - PDCS: 26 |

## Ergebnisse
| Alleanza Popolare                                 | Stimmen | %      | Sitze |                                      | Comita Libertà | Stimmen | %  | Sitze |
| Partito Democratico Cristiano Sammarinese (PDCS)  | 1.917   | 43,0 % | 26    | Partito Comunista Sammarinese (PCS)  | 1.305          | 29,3 %  | 18 |       |
| Partito Socialista Democratico Sammarinese (PSDS) | 248     | 5,6 %  | 3     | Partito Socialista Sammarinese (PSS) | 985            | 22,1 %  | 13 |       |
| Insgesamt                                         | 2.165   | 48,6   | 25    | Insgesamt                            | 2.290          | 51,4    | 35 |       |